# Колчедани

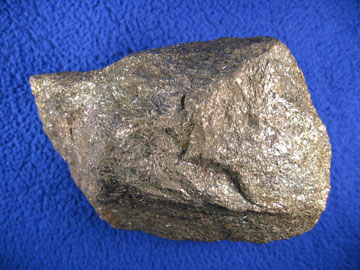
Залізонікелевий колчедан або пентландит

Колчеда́ни (рос. колчеданы, англ. pyrites, нім. Kiese, Kieserze n pl) — мінерали з групи сульфідів і арсенідів, які містять залізо, мідь, нікель і олово. Розрізняють: магнітні колчедани, або піротин, сірчистий, або залізний колчедан — пірит; мідний колчедан або халькопірит, залізонікелевий колчедан або пентландит, нікелевий колчедан, або нікелін, олов'яний колчедан, або станін.
Зустрічаються спільно або нарізно в різних класах ендогенних рудних родовищ. В асоціації з базальтовими вулканічними гірськими породами залізо- і мідьвмісні колчедани формують великі колчеданні родовища. Магнітний, нікелевий і мідний колчедан складають великі поклади сульфідних мідно-нікелевих руд класу лікваційних магматичних родовищ. Всі різновиди колчедану відомі також в скарнових родовищах. Вони особливо різноманітні в класах плутоногенних, вулканогенних і магматогенних гідротермальних родовищ.

## Різновиди
Розрізняють:
| - К. арсеновий, - К. арсенистий, - К. арсеново-кобальтовий, - К. арсеново-нікелевий, - К. арсеново-стибієво-нікелевий, - К. блискучий арсеновий, - К. бісмуто-кобальтовий, - К. бісмуто-нікелевий, - К. білий залізний, - К. білий нікелевий, - К. блискучий кобальтовий, - К. водний, - К. волосистий, - К. гребінчастий, - К. жовтий нікелевий, - К. залізний, - К. залізний м'який, - К. залізний сірий, - К. залізо-кобальтовий, - К. залізо-нікелевий, | - К. зелений, - К. кобальтовий, - К. кобальто-арсеновий, - К. кобальто-нікелевий, - К. комірковий, - К. кубічний, - К. кубічний кобальтовий, - К. купоросний, - К. листуватий, - К. магнітний, - К. марганцевий, - К. мідистий, - К. мідний, - К. міцний, - К. молібденовий, - К. нікелевий, - К. нікелевий магнітний, - К. нікелево-залізний, - К. нікелево-кобальтовий, - К. нікелево-арсеновий, | - К. нікелево-стибієвий, - К. олов'яний, - К. паратомерний марказитовий, - К. печінковий, - К. променистий, - К. світний, - К. сірий нікелевий, - К. сірчаний, - К. списоподібний, - К. срібний, - К. строкатий мідний, - К. стибієво-нікелевий, - К. твердий кобальтовий, - К. тесеральний, - К. червоний нікелевий. |